# Ines Lutz
Ines Lutz, (München, 1983. június 15. –) német színésznő.

## Élete
17 évesen érettségizett Oxfordban. Jogot tanult a müncheni Lajos–Miksa Egyetemen, és 2005-ben letette az első jogi államvizsgát.

## Filmográfia (válogatás)
- 2001: Rave Macbeth
- 2001–2005, 2009: Lindenstraße (TV sorozat)
- 2002: St. Angela – Der Preis der Liebe (TV sorozat)
- 2002–2004: Egy tini naplója (Mein Leben & Ich; TV sorozat)
- 2009: Der Komödienstadel – Die Doktorfalle (Fernsehfilm)
- 2011: A vidéki doktor (Der Landarzt; TV sorozat)
- 2011–2012: Szerelem vihara )Sturm der Liebe; TV sorozat)
- 2012: SOKO München – Unter die Räder (TV sorozat)
- 2013: Mennyei kötelék (Herzensbrecher – Vater von vier Söhnen – Vatergefühle; TV sorozat)
- 2013–2022: A hegyi doktor – Újra rendel (Der Bergdoktor; TV sorozat)
- 2015: SOKO 5113 – Offline (TV sorozat)
- 2016: SOKO Leipzig – Gestohlenes Leben (TV sorozat)
- 2017: A hegyimentők (Die Bergretter – Am Abgrund; TV sorozat)
- 2017: Die Rosenheim-Cops – In die Falle gerast (TV sorozat)
- 2017: WaPo Bodensee – Der Fremde (TV sorozat)
- 2018: IKlinika - Új generáció (n aller Freundschaft – Die jungen Ärzte – Der falsche Weg; TV sorozat)
- 2018: Morden im Norden – Über den Tod hinaus (TV sorozat)
- 2018–2019: Weingut Wader (TV sorozat)
- 2019: Hubert ohne Staller – Die letzte Wurscht (TV sorozat)
- 2019– : Rejtélyek az Alpokban (Watzmann ermittelt, TV sorozat)